# Síndrome de Pitt-Hopkins
El síndrome de Pitt-Hopkins (PTHS) es un trastorno genético poco común que se caracteriza por retraso en el desarrollo, discapacidad intelectual de moderada a grave, rasgos faciales distintivos y posible hiperventilación intermitente seguida de apnea. La epilepsia es frecuente en el síndrome. Forma parte del espectro clínico de los síndromes tipo Rett. El síndrome de Pitt-Hopkins es clínicamente similar al síndrome de Angelman, el síndrome de Rett, el síndrome de Mowat Wilson y el síndrome ATR-X.
A medida que se aprende más sobre el síndrome de Pitt-Hopkins, el espectro del desarrollo del trastorno se va ampliando incluyendo nuevas dificultades como la ansiedad, el autismo, el TDAH y los trastornos sensoriales. Se asocia a una anomalía en el cromosoma 18 que provoca una expresión insuficiente del gen TCF4. Las personas con PTHS han reportado también altas tasas de autolesión y conductas agresivas generalmente relacionadas con el autismo y sus trastornos sensoriales.
El PTHS se ha asociado tradicionalmente con un deterioro cognitivo grave, sin embargo la inteligencia real es difícil de medir debido a las dificultades motoras y del habla. Gracias a la comunicación aumentativa y a terapias más progresistas, muchas personas pueden lograr mucho más de lo que inicialmente pensaban. Se ha podido saber que existe una gama más amplia de capacidades cognitivas en Pitt-Hopkins de lo que se plasma en gran parte de la literatura científica. No se conoce cura para el síndrome de Pitt-Hopkins, pero es posible tratar los síntomas asociados. Los investigadores han desarrollado modelos celulares y de roedores para probar terapias para el síndrome de Pitt-Hopkins.
Se estima que el PTHS ocurre en 1:11.000 a 1:41.000 personas.

## Signos y síntomas
- El síndrome de hipertrofia prostática benigna (PTHS) se puede observar ya en la infancia.[10]
- Los primeros signos en los bebés son la cara inferior y la raíz nasal alta.[9]
- Los rasgos faciales son característicos e incluyen:[11]
  - Puente nasal ancho con punta bulbosa
  - Boca ancha
  - Surco nasolabial del arco de Cupido
  - Orejas prominentes
  - Cejas delgadas

También son comunes los pies planos, los dedos sobrepuestos y las almohadillas fetales. La baja estatura y la escoliosis son frecuentes.

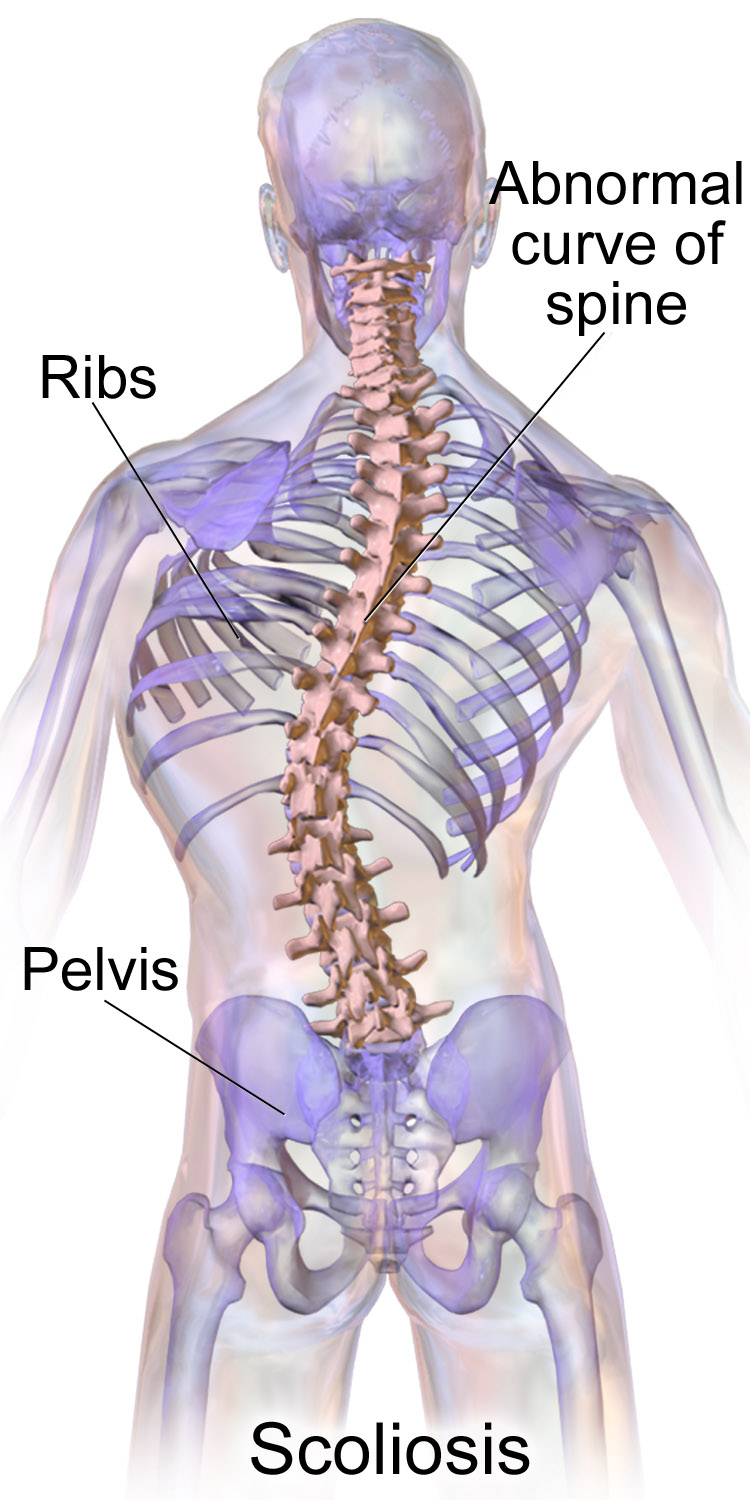

Otras características del síndrome de Pitt-Hopkins pueden incluir estreñimiento y otros problemas gastrointestinales, una cabeza inusualmente pequeña (microcefalia), miopía, ojos que no miran en la misma dirección (estrabismo), baja estatura y anomalías cerebrales menores.
Los adultos con PTHS pueden tener problemas con el habla. Las características craneofaciales, que son importantes para diagnosticar el PTHS, se vuelven más visibles a medida que la persona envejece.
Los niños con síndrome de Pitt-Hopkins suelen tener un comportamiento alegre y excitable, con frecuentes sonrisas, risas y movimientos de manos. Sin embargo, también pueden experimentar ansiedad y problemas de comportamiento.

### Gastrointestinal
Las dificultades gastrointestinales son comunes en personas con síndrome de Pitt-Hopkins y pueden incluir estreñimiento, reflujo y eructos. El estreñimiento severo puede estar presente durante toda la vida del paciente. Los problemas respiratorios suelen conllevar dolor en la ingestión de aire. El bajo tono muscular puede provocar problemas de alimentación a una edad temprana.

### Neurológico
La epilepsia no es poco común entre aquellos que padecen Pitt-Hopkins y aparece que en el 37% al 50% de los casos. La aparición de convulsiones puede ocurrir en bebés o durante la edad adulta. Pueden ocurrir una variedad de convulsiones. Los patrones electroencefalográficos (EEG) pueden ser típicos o atípicos, dependiendo del individuo.
La resonancia magnética revela que pueden producirse desviaciones en el cerebro en personas con síndrome de Pitt-Hopkins. Estos pueden incluir un cuerpo calloso pequeño, ventrículos anchos y desviaciones en la fosa posterior. Muchas personas con síndrome de Pitt Hopkins también pueden tener estructuras cerebrales típicas.
Músculoesquelético
Se han reportado anomalías menores en manos y pies, como manos y pies delgados o pequeños, puntas de los dedos anchas, clinodactilia, dedos
cónicos, pliegue palmar transversal, pie plano con deformidad en valgo del retropié, dedos sobrepuestos y metatarsianos cortos. La anquilosis del pulgar puede provocar la ausencia de pliegues de flexión de los pulgares. En un individuo se encontró un tendón del pulgar ausente durante la cirugía.

## Genética
La causa genética de este trastorno fue descrita en 2007. Este trastorno se debe a una haploinsuficiencia del gen del factor de transcripción 4 (TCF4), que se encuentra en el brazo largo del cromosoma 18 (18q21.2). El espectro mutacional parece ser de 40% de mutaciones puntuales, 30% de pequeñas deleciones/inserciones y 30% deleciones. Todas parecen ser mutaciones de novo. El riesgo en los hermanos es bajo, pero mayor que en la población general debido al mosaicismo de la línea germinal parental.
Un fenotipo similar a Pitt-Hopkins 1 se ha asignado a mutaciones autosómicas recesivas del gen de la proteína asociada a contactina tipo 2 (CNTNAP2) en el brazo largo del cromosoma 7 (7q33-q36) y un fenotipo similar a Pitt-Hopkins 2 se ha asignado a mutaciones autosómicas recesivas del gen de la neurexina 1 alfa (NRXN1) en el brazo corto del cromosoma 2 (2p16.3). La variante tipo Pitt-Hopkins 1 es ultra rara, con una prevalencia estimada de menos de 1 en un millón.
Se pueden observar malformaciones en el sistema nervioso central en aproximadamente el 60 al 70% de los pacientes en exploraciones de resonancia magnética.
Los pacientes de Pitt-Hopkins con una deleción de TCF4 pueden carecer de los rasgos faciales característicos del síndrome.

## Diagnóstico
No existen criterios diagnósticos determinados, pero hay algunos síntomas que apoyan el diagnóstico de PTHS. Algunos ejemplos son: dismorfia facial, retraso global del desarrollo de aparición temprana, discapacidad intelectual de moderada a grave, anomalías respiratorias y ausencia de otras anomalías congénitas importantes.
Zollino y sus colegas definieron criterios de diagnóstico basados en rasgos característicos encontrados en el 75% de los casos genéticamente confirmados para PTHS, denominados rasgos cardinales. Si una persona muestra 9 características cardinales, se clasifica como con PTHS.
Es posible que pueda ocurrir un fenotipo parecido al PTHS sin la mutación en el gen TCF4. Las mutaciones en el gen TCF4 no siempre dan lugar al síndrome de Pitt-Hopkins estereotipado.
Se informa que la mitad de las personas con PTHS tienen convulsiones, desde la infancia hasta el final de la adolescencia.
Alrededor del 50% de los afectados muestran anomalías en las imágenes cerebrales. Estos incluyen un cuerpo calloso hipoplásico con rostro faltante y parte posterior del esplenio, con núcleos caudados bulbosos que sobresalen hacia los cuernos frontales.[cita requerida]
Los electroencefalogramas muestran un exceso de componentes lentos.[cita requerida]
Según el diagnóstico clínico. El PTHS está en el mismo grupo que los trastornos generalizados del desarrollo.
Cuando se sospecha que un paciente tiene PTHS, generalmente se realizan pruebas genéticas que analizan el gen TCF4. Algunos argumentan que es mejor realizar primero una prueba genética, seguida de una evaluación clínica.

### Diagnóstico diferencial
El PTHS es sintomáticamente similar al síndrome de Angelman, el síndrome de Rett y el síndrome de Mowat-Wilson.
El síndrome de Angelman se parece mucho al PTHS. Ambos tienen ausencia de habla y una disposición "feliz". Entre los diagnósticos diferenciales, el síndrome de Rett es el menos cercano al PTHS. Este síndrome se presenta como una encefalopatía progresiva. Tanto el síndrome de Angelman como el síndrome de Rett carecen de las características faciales distintivas del PTHS. El síndrome de Mowat-Wilson se observa en la primera infancia y se caracteriza por anomalías faciales distintivas.

## Tratamiento
No existe un tratamiento específico para esta afección. Se basa en la sintomatología. Debido a la falta de tratamiento, las personas con PTHS utilizan enfoques conductuales y de entrenamiento. También se pueden tratar las comorbilidades.
Se puede recurrir a la atención de un equipo médico que incluya neurólogos, oftalmólogos, neumólogos y gastroenterólogos.
Recomendaciones para el retraso del desarrollo y la discapacidad intelectual en los EE. UU. (pueden variar según el país):
- El programa de intervención temprana desde el recién nacido hasta los 3 años permitirá el acceso a diferentes terapias (ocupacional, física, del habla y de alimentación).
- Desde preescolar hasta el sistema de escuelas públicas, desde los 3 a los 5 años. El niño necesitará una evaluación antes de ingresar al programa, para ver qué tipo de terapia necesita.
- Entre los 5 y los 21 años, la escuela del niño puede crear un IEP (basado en las funciones y necesidades del niño). Se anima a los niños a permanecer en la escuela al menos hasta los 21 años.

## Historia

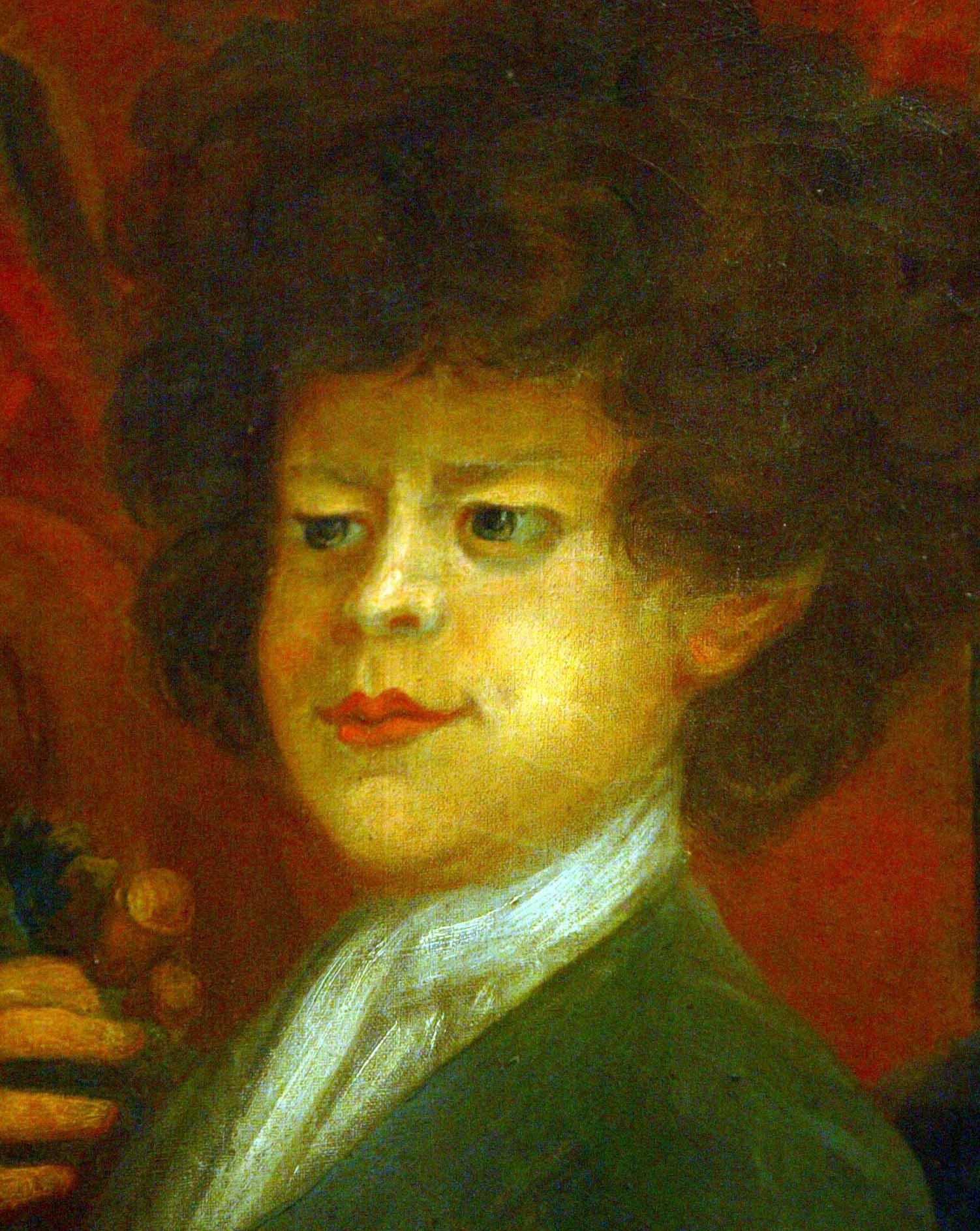
Peter, el niño salvaje, que muestra algunos de los rasgos físicos del síndrome de Pitt-Hopkins, incluidos cabello grueso y rizado, párpados caídos y boca grande con labios gruesos.

La enfermedad fue descrita por primera vez en 1978 por D. Pitt e I. Hopkins (The Children's Cottages Training Centre, Kew and Royal Children's Hospital, Melbourne, Australia) en dos pacientes no relacionados.